# Ōnishi (Ehime)
El pueblo de Ōnishi (大西町 Ōnishi-chō?) fue un pueblo del distrito de Ochi en la región de Toyo (東予地方 Tōyo-chihō?) de la prefectura de Ehime.

## Características
Se sitúa en la zona noroeste de la península de Takanawa. Limitaba con la ciudad de Imabari, y los pueblos de Kikuma, Tamagawa y Namikata, las tres del distrito de Ochi y en la actualidad parte de la ciudad de Imabari.
Tiene zonas montañosas que la atraviesan de este a oeste y la llanura se extiende al norte, dando al mar interior de Seto. Hacia el interior se observa un valle de suaves ondulaciones y detrás de él la zona montañosa, constituida principalmente por granito. En el valle se cultivan frutas principalmente.
Sus principales actividades económicas son los astilleros navales, las fábricas de toallas y la producción de mikan.
Sus principales vías de acceso son la ruta nacional 196 y la estación Ōnishi (大西駅 Ōnishi-eki?) de la línea Yosan (JR).

## Origen del nombre
Al momento de formarse el pueblo, se tomó una letra de cada una de las dos villas que se fusionaron: Ōi (大井村 Ōi-mura?) y Konishi (小西村 Konishi-mura?).

## Historia
- 1955: el 31 de marzo se fusionan las villas de Ōi y Konishi, formando el pueblo de Ōnishi.
- 2005: el 16 de enero de 2005 es absorbida junto a los pueblos de Kikuma, Miyakubo, Namikata, Tamagawa, Yoshiumi, Hakata, Kamiura y Ōmishima, y las villas de Asakura y Sekizen, todas del distrito de Ochi, por la ciudad de Imabari.

También se observó una tendencia que buscaba una fusión que se limitara a los pueblos de Ōnishi, Namikata y Kikuma (las tres de la región continental del distrito de Ochi), pero no llegó a ser importante.